# Curac
Curac é uma comuna francesa na região administrativa da Nova Aquitânia, no departamento de Charente. Estende-se por uma área de 4,92 km². Em 2010 a comuna tinha 126 habitantes (densidade: 25,6 hab./km²).